# Phare du cap d'Arme
Le phare du cap d'Arme se trouve sur l'île de Porquerolles, sur sa pointe extrême sud. Cette île fait partie de la commune d'Hyères.
C'est un point de vue sur la presque totalité de l'île : les collines du Langoustier, le fort Sainte-Agathe, le sémaphore et les falaises du sud. Plus au loin on voit la rade d'Hyères et le massif des Maures.
Le phare fut sauvé de la destruction en 1944 grâce au courage de son gardien de l'époque Joseph Pellegrino. Cet acte lui valut la Légion d'honneur.
Le phare est classé au titre des monuments historiques par arrêté du 13 septembre 2012.

## Architecture
La constitution architecturale du phare est celle d'un premier niveau de plan carré surmonté d'un deuxième niveau qui est centré sur le précédent ; le second niveau est aussi de plan carré mais de taille réduite. L'ensemble est édifié en pierres de taille apparentes.  

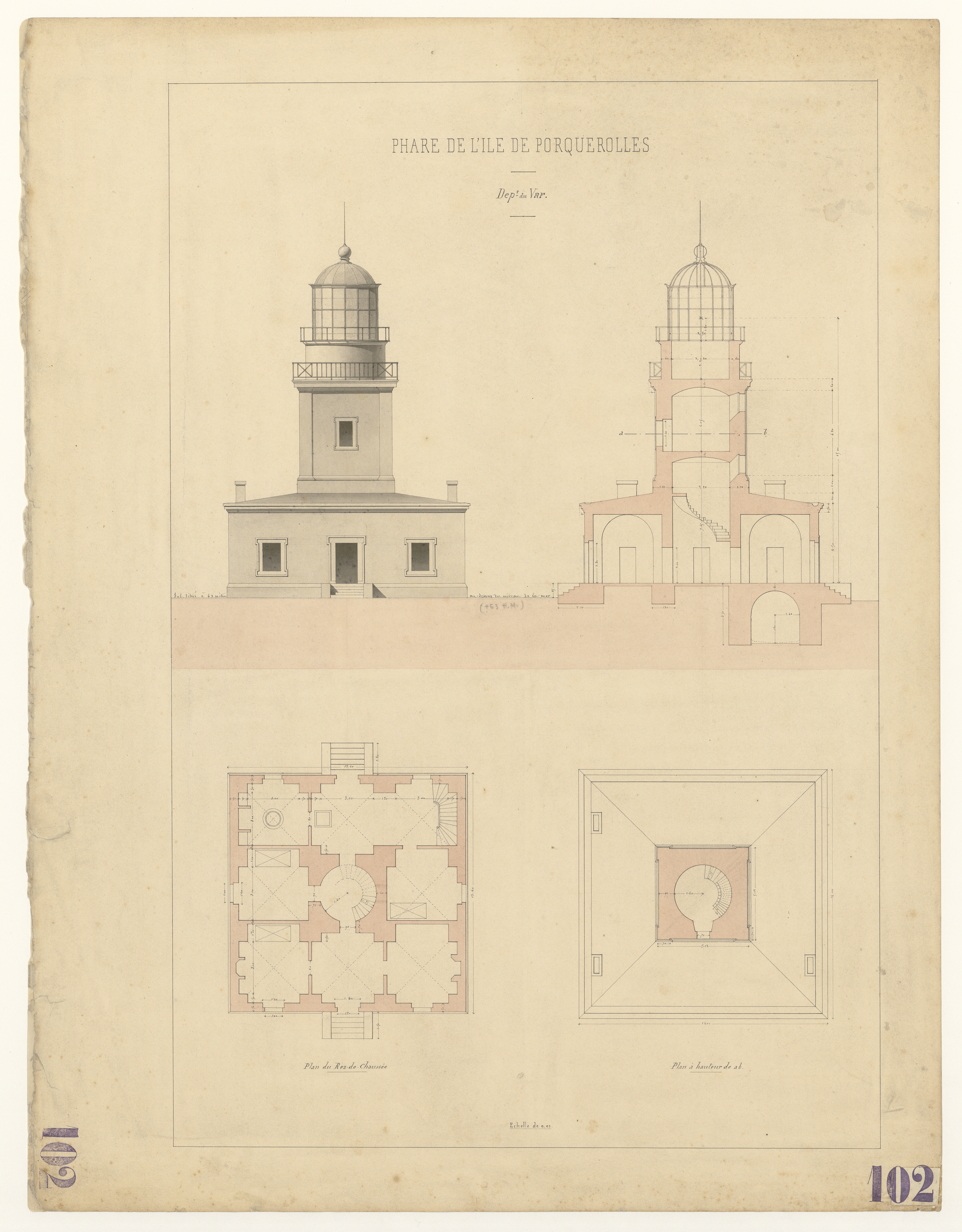
Phare de l'île de Porquerolles - plans

La corniche qui surmonte l'édifice supporte la lanterne qui peut atteindre une portée de 54 kilomètres. 